# Prionotropis
Prionotropis is een geslacht van rechtvleugeligen uit de familie Pamphagidae. De wetenschappelijke naam van dit geslacht is voor het eerst geldig gepubliceerd in 1853 door Fieber.

## Soorten
Het geslacht Prionotropis omvat de volgende soorten:
- Prionotropis appula Costa, 1836
- Prionotropis flexuosa Serville, 1838
- Prionotropis hystrix Germar, 1817
- Prionotropis maculinervis Stål, 1878